# (500200) 2012 HQ8
(500200) 2012 HQ8 es un asteroide perteneciente al cinturón de asteroides, descubierto el 15 de abril de 2012 por el equipo del Pan-STARRS desde el Observatorio de Haleakala, Hawái, Estados Unidos.

## Designación y nombre
Designado provisionalmente como 2012 HQ8.

## Características orbitales
2012 HQ8 está situado a una distancia media del Sol de 2,644 ua, pudiendo alejarse hasta 2,994 ua y acercarse hasta 2,293 ua. Su excentricidad es 0,132 y la inclinación orbital 13,22 grados. Emplea 1570,66 días en completar una órbita alrededor del Sol.

## Características físicas
La magnitud absoluta de 2012 HQ8 es 17.